# 比利希夫齊

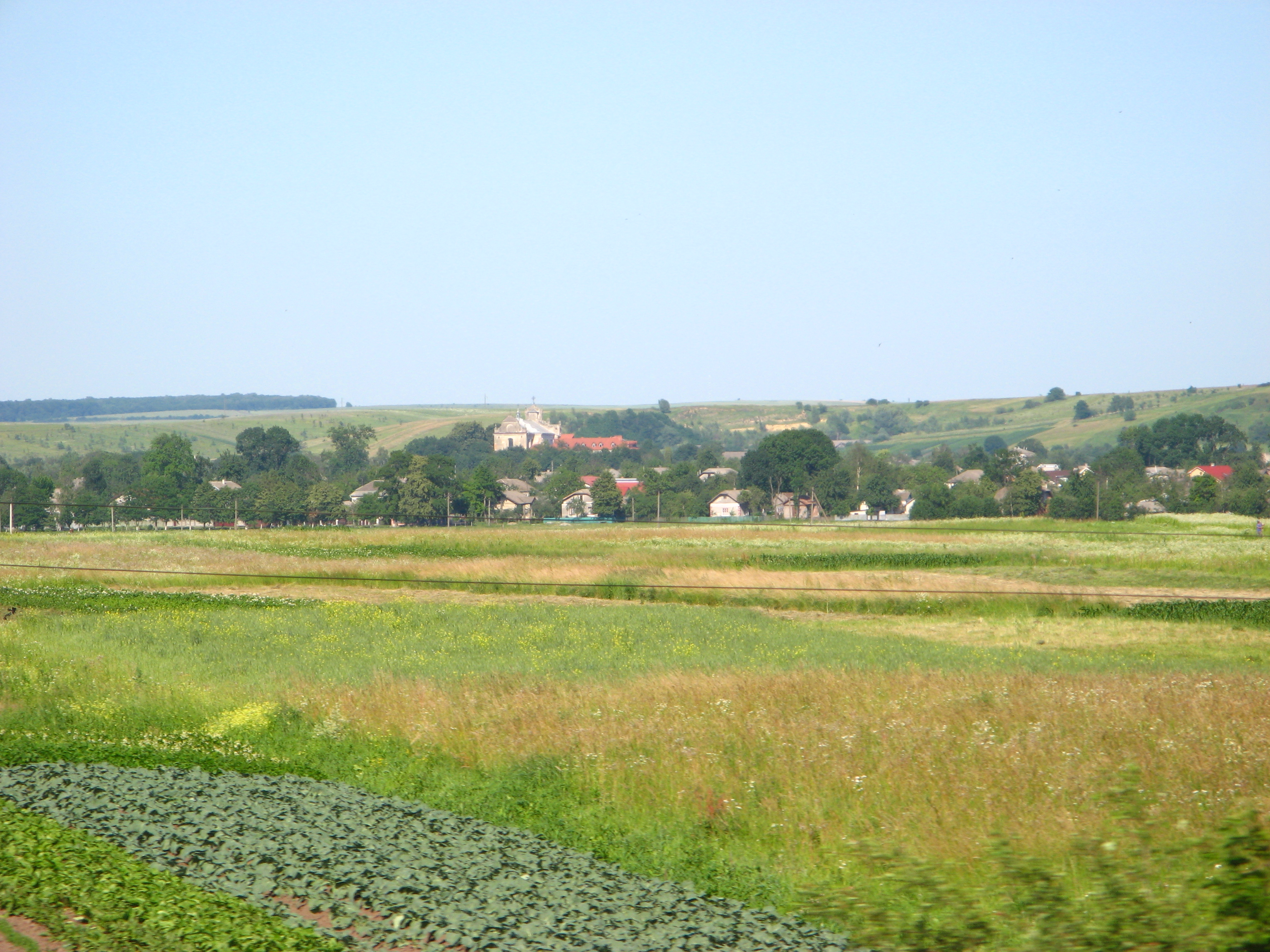

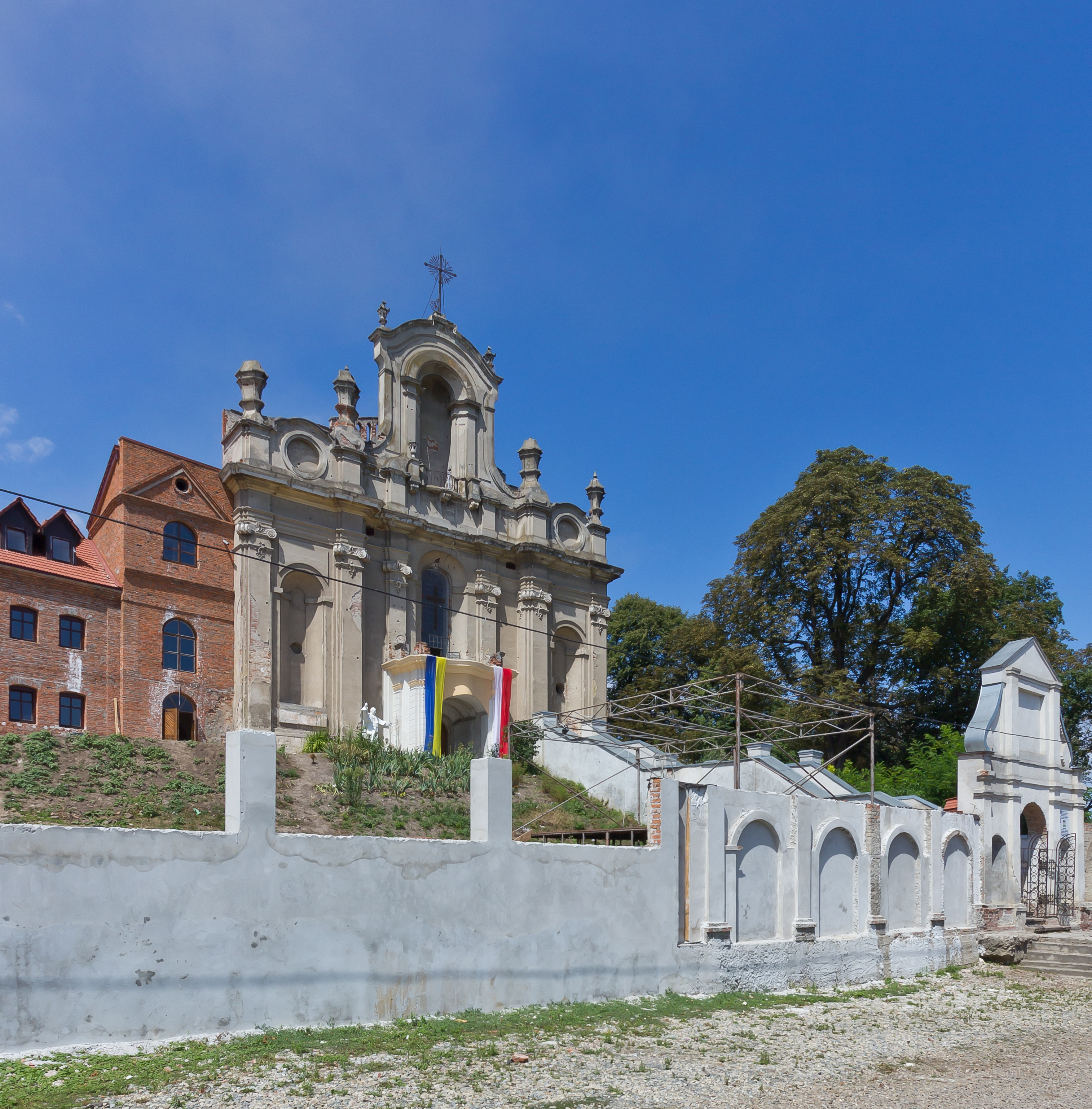

比利希夫齊（羅馬化：Bilshivtsi）是烏克蘭西部伊萬諾-弗蘭科夫斯克州伊凡諾-法蘭科夫斯克區比利希夫齊市鎮的鎮及該市鎮之行政中心。比利希夫齊處於州府伊萬諾-弗蘭科夫斯克以北28公里，面積12.83平方公里，2011年人口2,123，人口密度每平方公里165.5人。